# 경주디자인고등학교
경주디자인고등학교(慶州디자인高等學校)는 대한민국 경상북도 경주시 현곡면 가정리에 있는 공립 고등학교이다.

## 학교 연혁
- 1999년 7월 28일 : 경주디자인고등학교 설립 인가 (3학급)
- 2000년 9월 1일 : 학교 개교 준비 위원 선임
- 2001년 3월 1일 : 초대 장동일 교장 취임
- 2001년 3월 5일 : 제1회 입학식 (90명)
- 2001년 5월 11일 : 본관 1개동 및 생활관 1개동 준공
- 2006년 7월 31일 : 교지[925m2]확충 및 우천통로 설치
- 2007년 12월 31일 : 도서관 현대화 사업 완공 및 교문 설치
- 2009년 1월 10일 : 운동장 확장 완공
- 2010년 2월 25일 : 청마루 강당 및 급식소 준공
- 2021년 6월 17일 : 그린 스마트 미래학교 선정
- 2024년 1월 10일 : 제21회 졸업식 35명(누계 1,462명)
- 2024년 3월 4일 : 제24회 입학식 64명
- 2025년 3월 1일 : 제13대 박형래 교장 취임

## 설치 학과
- 제품디자인과
- 세라믹시각디자인과
- 실내공간디자인과

## 참고 자료
- 경주디자인고등학교 - 한국교육학술정보원 학교알리미